# Bermuda Hogges Football Club
I Bermuda Hogges sono stati un club calcistico di Bermuda.
La squadra, fondata nel 2006, giocava le partite casalinghe al Bermuda National Stadium di Hamilton, capitale di Bermuda.
Fondatore e presidente della società era Shaun Goater, leggenda della Nazionale di calcio di Bermuda. Ad allenare gli Hogges era Kyle Lightbourne.
Il nome "Hogges" era stato scelto attraverso un concorso aperto a tutti i tifosi della squadra: deriva da "hogs" ("maiali" in italiano), animali strettamente connessi con la cultura di Bermuda.

## Risultati anno per anno
| Anno | Divisione | League              | Reg. Season | Playoff         |
| ---- | --------- | ------------------- | ----------- | --------------- |
| 2007 | 3         | USL Second Division | 10°         | Non qualificato |